# Michael Olczyk
Michael Olczyk (* 8. März 1997 in Dorsten) ist ein polnisch-deutscher Fußballspieler. Er steht zurzeit beim polnischen Zweitligisten Olimpia Grudziądz unter Vertrag. Olczyk ist sowohl in der Abwehr als auch im Mittelfeld einsetzbar.

## Vereinskarriere

### Anfänge
Der Sohn polnischer Einwanderer fing 2003 bei RW Dorsten mit dem Fußballspielen an. 2007 erfolgte der Wechsel zum FC Schalke 04. Dort durchlief er alle Jugendabteilungen. 2016 rückte er in den Kader der U-23 der Schalker, kam aber lediglich zu zwei Einsätzen in der Fußball-Regionalliga West.

### Olimpia Grudziądz
Im Juli 2017 wechselte Olczyk zu Olimpia Grudziądz, die in der 1. Liga, der zweiten Liga in Polen, spielen. Dort erhielt er einen Einjahresvertrag. Sein Profidebüt gab er im Auswärtsspiel gegen Zagłębie Sosnowiec am 29. Juli 2017, dem ersten Spieltag. Als rechter Außenverteidiger kam er über die volle Spielzeit zum Einsatz und seine Mannschaft siegte mit 0:1.

## Nationalmannschaft
Ab der U-17 durchlief er alle Juniorenteams Polens. Aktuell steht er im Kader der U-20.